# Odium theologicum

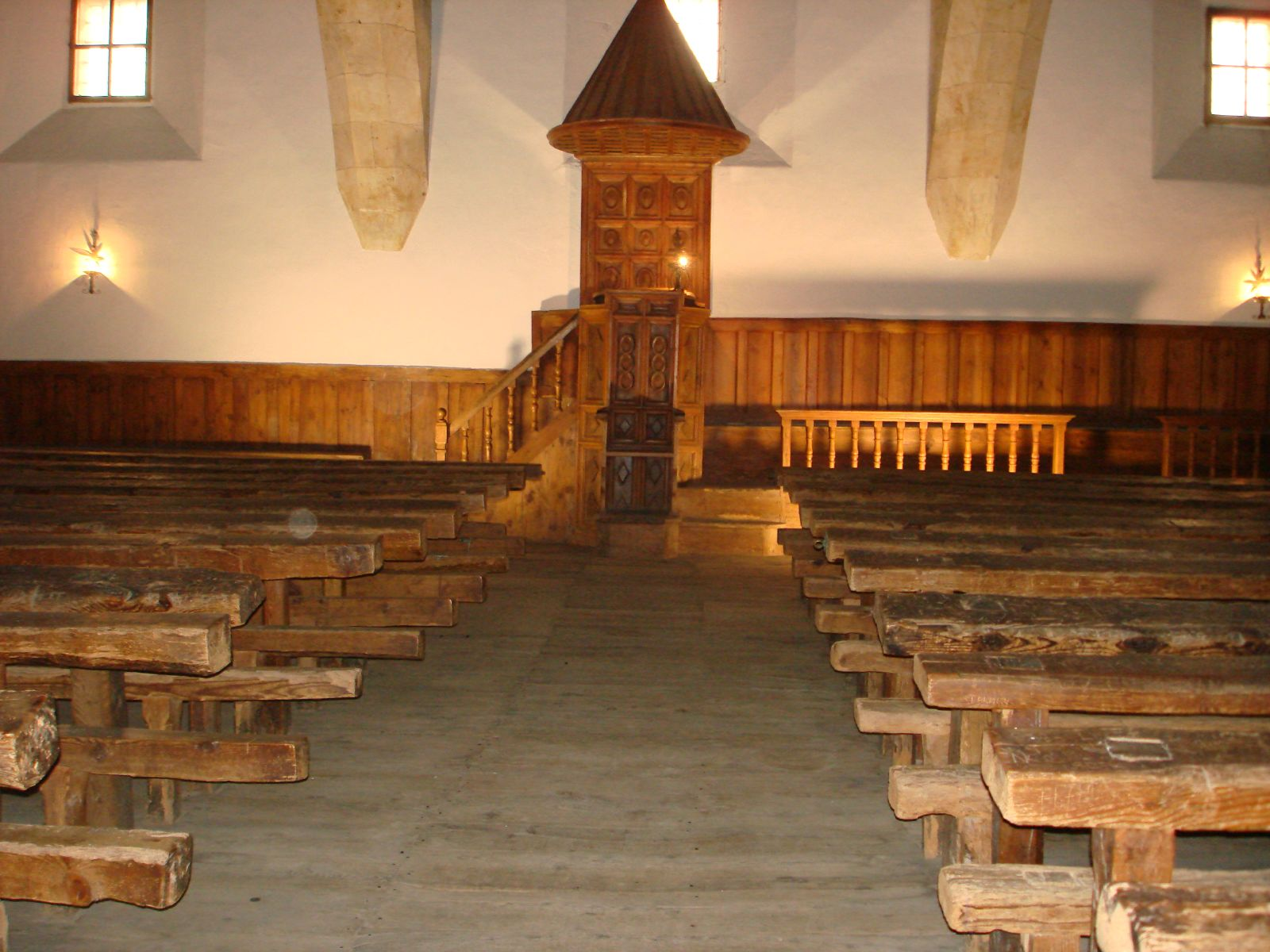
Cátedra de Fray Luis de León en la Universidad de Salamanca. Se vio involucrado en las polémicas universitarias protagonizadas por los miembros de diferentes órdenes religiosas, como miembro de la Orden de San Agustín. Acusado ante la Inquisición, escribió en su celda: Aquí la envidia y mentira me tuvieron encerrado... Es célebre la manera en que reanudó sus clases tras su rehabilitación: Decíamos ayer... La poesía, la frase y su contexto son reproducidos de diversas maneras, probablemente apócrifas o mitificadas. Suelen interpretarse para ensalzar la figura del poeta y profesor como la de alguien que supo estar por encima del odium theologicum al superar las bajezas y rencillas con una visión universal.

Odium theologicum es una expresión latina que literalmente significa odio teológico. También se emplea la expresión furor theologicus (furor teológico). Es el nombre dado originalmente al furor, la ira y el odio generado por las disputas sobre teología, especialmente entre los correligionarios, y no tanto entre los miembros de diferentes religiones, para designar a los cuales se emplean más propiamente los conceptos de intolerancia religiosa u otras expresiones de odio religioso. La violencia del odium theologicum no se restringe al terreno verbal o intelectual, y en muchas ocasiones ha llegado a la agresión física con todas las consecuencias, incluido el exterminio, o a la persecución judicial. También se utiliza el concepto odium theologicum para describir disputas o debates intelectuales no teológicos, especialmente para destacar su carácter rencoroso y la utilización de los recursos de baja política académica (nepotismo en la disputa por los cargos, desprestigio profesional, argumentos ad hominem, etc.). Implica la existencia de diferentes escuelas de pensamiento o bandos intelectuales. Se intensifica especialmente cuando se produce una conversión o cambio de bando, con lo que el que cambia se esfuerza por demostrar su celo de converso o furor de converso, y sus antiguos compañeros se esfuerzan por denigrarlo.

## Odio teológico, debates teológicos y polémicas religiosas

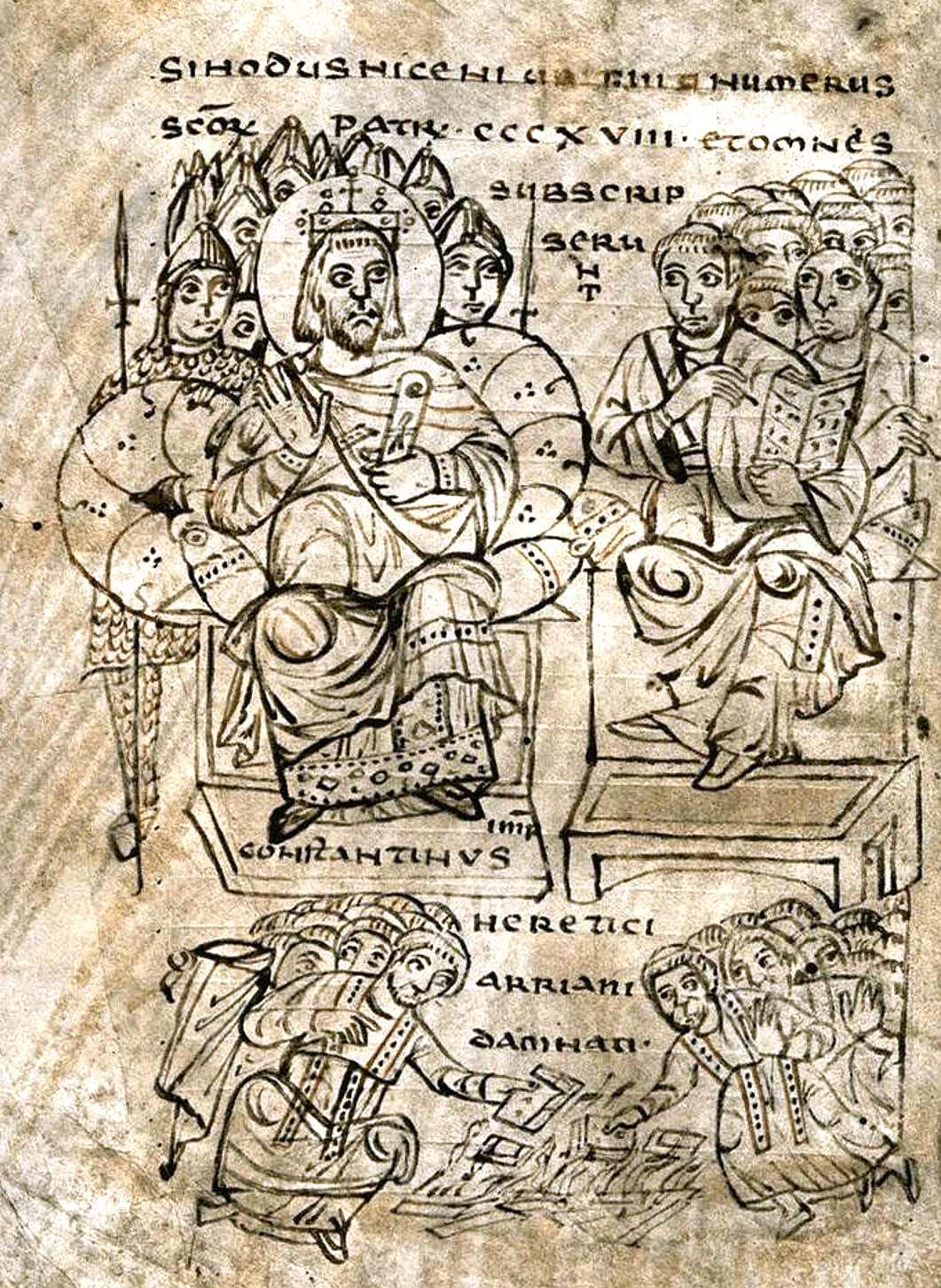
Quema de escritos arrianos en el Concilio de Nicea, ante Constantino I el Grande.

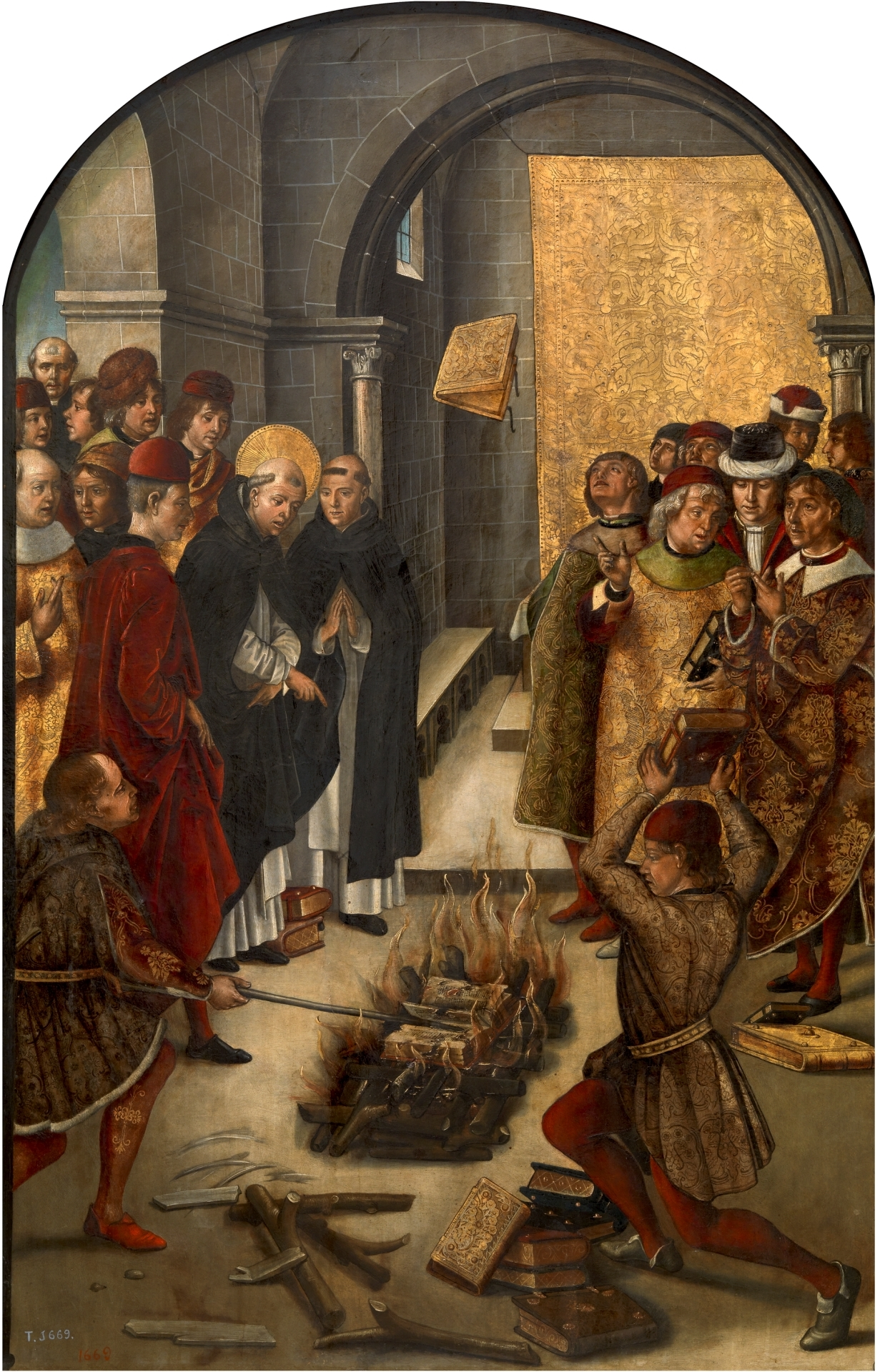
Quema de escritos albigenses ante Santo Domingo de Guzmán. Los escritos católicos levitan milagrosamente (milagro de Fanjeaux).

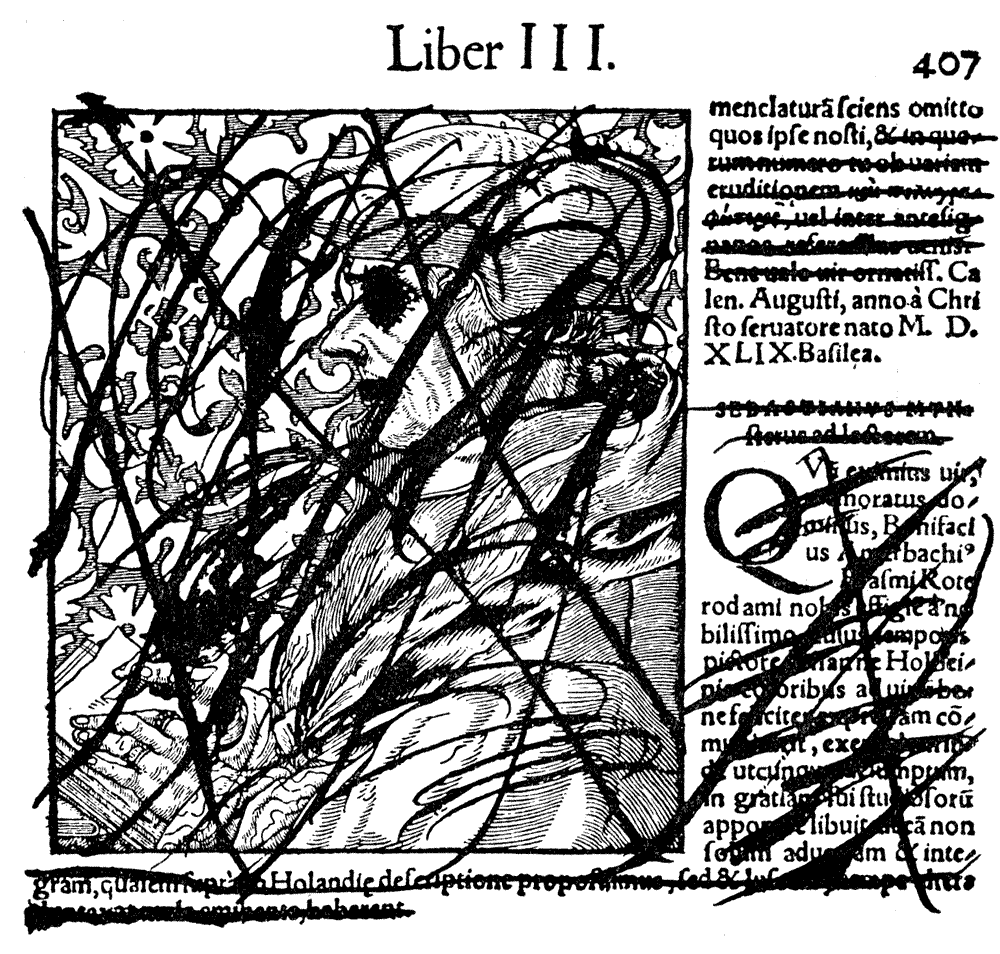
Los censores se ensañaron tachando no sólo determinadas frases de este libro de Erasmo de Róterdam, sino su propia imagen, con un evidente animus injuriandi. En España, el erasmismo fue una corriente especialmente perseguida por el clero regular, hasta tal punto que se popularizó la frase Quien dice mal de Erasmo, o es fraile, o es asno.

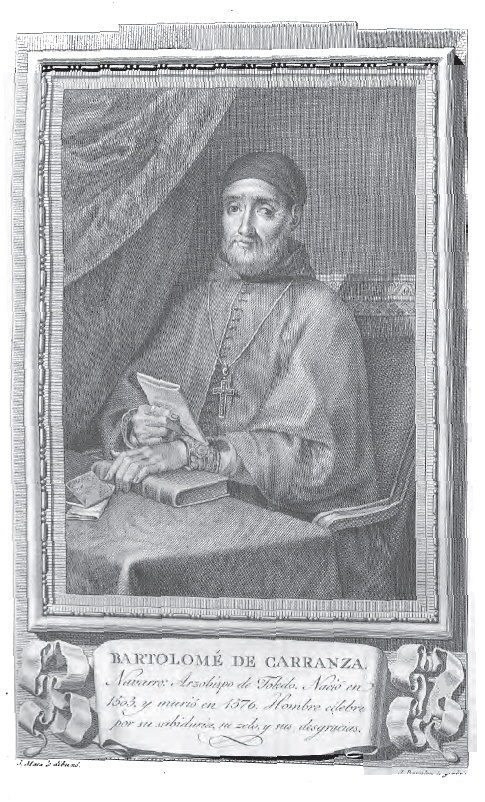
Bartolomé de Carranza, a quien la cartela de este grabado del siglo XVIII presenta como Arzobispo de Toledo... hombre célebre por su sabiduría, su zelo y sus desgracias. A pesar de ser uno de los principales definidores del dogma católico en Trento, su Catecismo (1558) fue objeto de una intensísima campaña: denunciado a la Inquisición (presidida por su principal enemigo, Fernando de Valdés), fue encarcelado y juzgado a pesar de su cargo. Tras ser condenado, recurrió a Roma, donde tras un prolongadísimo proceso fue absuelto poco antes de morir.

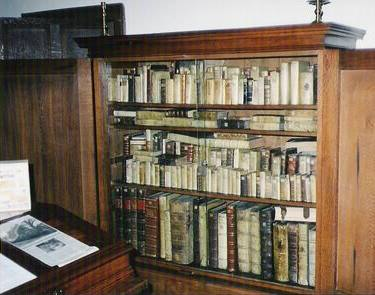
Libros del estudio de Baruch Spinoza en su casa-museo de Rijnsburg, en los alrededores de Leiden, Holanda.

En algunos momentos y lugares los debates teológicos (tanto los centrales para el cristianismo —cristología, mariología, trinidad, justificación, etc.— como los aparentemente menos importantes —representación de imágenes, uso del pan ázimo y de la cláusula filioque, si Cristo tuvo o no propiedades o hermanos—) llegaron a ser tan enconados, obsesivos y ridículos que forjaron expresiones como cuestiones bizantinas (o discusión bizantina) o sexo de los ángeles. Su ridiculización (como la que realiza Jonathan Swift en Los viajes de Gulliver, 1726) no implica que no tuvieran serias consecuencias, al contrario, eran expresión de oposiciones ampliamente extendidas entre distintas sociedades o dentro de cada una, y ha sido una constante en la historia de las guerras, tanto internacionales como civiles (guerra de religión). Habitualmente se imbrican tan íntimamente con cuestiones sociopolíticas que es imposible separarlas de ellas: agustinismo político y debates teológicos en torno a los poderes universales, para el cristianismo medieval, o el concepto de estado islámico y la aplicación de la sharia para la revolución islámica, el islamismo y el fundamentalismo islámico de época actual.
Las polémicas religiosas dentro del cristianismo presidieron la cultura de Occidente desde la Antigüedad tardía, cuando la cristianización del Bajo Imperio Romano da lugar a la conciliación del cristianismo primitivo con la filosofía clásica (neoplatonismo y patrística), a los primeros concilios y la fijación de una ortodoxia convertida en dogma frente al variopinto conjunto de opiniones discrepantes (definidas como heterodoxia o herejía), que pasaron a ser perseguidas con tanta violencia intelectual y física como la que se ejercía contra los paganos (muertes de Pelagio entre los heterodoxos y de Hipatia entre los paganos). Tales debates pasaron a ser la casi única manifestación de vida intelectual digna de tal nombre durante la mayor parte de la Edad Media europea (escuelas monacales, universidad medieval, escolástica), en la que las polémicas y rivalidad entre las órdenes religiosas (benedictinos, franciscanos, dominicos, agustinos) era tan enconada como la persecución de la herejía (con la que la mayor parte de las veces se pretendía justificar). El Renacimiento inició una era de cultura secular en la que la primacía del debate religioso siguió, no obstante, indiscutida (Reforma protestante y Contrarreforma católica, tanto en los enfrentamientos entre ambos bandos como internamente dentro de cada uno y de ambos con quienes pretendían mantener criterios propios o intermedios —erasmismo—); perdiendo únicamente protagonismo con la denominada crisis de la conciencia europea de finales del siglo XVII, tras de la cual la Ilustración y el enciclopedismo pretendieron liberarse de la tutela religiosa, haciendo entrar al pensamiento en lo que Kant denominó mayoría de edad.
No obstante, las polémicas religiosas no desaparecieron, sino que pasaron a expresar la nueva oposición entre el laicismo de la modernidad y la voluntad de mantener las relaciones Iglesia-Estado propias del Antiguo Régimen; y a resituar permanentemente, según los avances científicos iban haciendo retroceder las fronteras de lo incognoscible, las no menos complejas entre ciencia y fe (ya cuestionadas desde el averroísmo medieval y puestas a prueba en la Edad Moderna con los procesos a Miguel Servet, Giordano Bruno —ambos ejecutados en la hoguera, el primero por los calvinistas y el segundo por los católicos— y Galileo —obligado a retractarse—; y ya en la segunda mitad del siglo XIX con el escándalo del darwinismo). El librepensamiento y el volterianismo (por Voltaire, el principal referente de la crítica ilustrada a la religión) se convirtieron en el enemigo intelectual principal de la intelectualidad católica, sobre todo de la parte de ella que se reafirma como la principal corriente reaccionaria contra la revolución liberal. El anticlericalismo desarrollado desde la Revolución francesa y extendido en los siglos XIX y XX pasó a ser una expresión no menos violenta de odio teológico, aplicado en este caso contra la propia religión (para Marx el opio del pueblo) como odio antiteológico. El odio ideológico, el originado entre las ideologías contrapuestas de la Edad Contemporánea, y plasmado en las grandes tragedias del totalitarismo y las guerras del siglo XX ha sido en muchas ocasiones comparado al odio teológico.

## Furor del converso
El celo o furor del converso, término que puede aplicarse a todas las conversiones, y en el caso del cristianismo a la más famosa y espectacular de las conversiones iniciales, la de San Pablo tras su caída del caballo en el camino de Damasco; es un término especialmente referido a los judeoconversos o cristianos nuevos de la Baja Edad Media y el Antiguo Régimen en España, muchos de los cuales encontraron en la delación la mejor manera de librarse a sí mismos de la persecución inquisitorial, y otros, sinceramente convertidos, se sintieron estimulados para sublimar su fe, bien desde la santidad (casos como el de Santa Teresa de Jesús), bien desde el ejercicio de la más feroz persecución de sus antiguos correligionarios (casos como el de Tomás de Torquemada).
Mucho antes del inicio del problema converso en España, desde los pogromos de 1391 y la posterior revuelta de Pedro Sarmiento de Toledo en 1449, un grave conflicto entre conversos y judíos se había suscitado en la Francia del siglo XIII. Nicolás Donin, judeoconverso francés, y como tal buen conocedor de la literatura religiosa judaica, denunció públicamente como blasfemia desde el punto de vista cristiano ciertas partes del Talmud, lo que originó un debate formal con cuatro rabinos, entre los que estaba Jehiel de París, el 12 de junio de 1240, tras el que se ordenó la quema de todos los ejemplares del Talmud que pudieron hallarse (24 carretadas, una cantidad tal que necesariamente incluía todo tipo de libros en hebreo).
Más de un siglo antes, un converso aragonés, Moshe Sefardí (Pedro Alfonsí o Pedro Alfonso), ya había iniciado la denominada polémica judeo-cristiana desde una postura más conciliadora, con un libro en defensa de su conversión (Dialogos contra iudaeos, 1106) que también defiende la superioridad del cristianismo frente al islam. El título fue reutilizado por Juan Luis Vives cuatrocientos años más tarde.

## Uso intelectual del términoodium theologicum
Miguel de Unamuno señalaba la envidia, «el vicio clerical por excelencia», y la «soberbia espiritual» o soberbia teológica, como la raíz del odium theologicum, y describía este de una manera muy gráfica:

Se ha hecho ya proverbial el odium theologicum, y es sabido cómo las disputas religiosas se señalan por la acritud y por la virulencia. Son muchos los que creen que es buen camino para llegar al cielo romperle a un hereje la cabeza de un cristazo, esgrimiendo a guisa de maza un crucifijo.

Aldous Huxley en Las brujas de Loudun define el término del siguiente modo, en el contexto de la Francia del siglo XVII:

La historia de la Iglesia nos muestra una concatenación de verdaderas inquinas, que van descendiendo gradualmente desde el odio oficial y ecuménico de la propia Iglesia contra los herejes y los infieles hasta el odio particular de una orden contra otra orden, de una escuela contra otra escuela, de una provincia contra otra provincia y de teólogo contra teólogo. «Sería beneficioso —escribía San Francisco de Sales en 1612— que por medio de la intervención de piadosos y prudentes prelados llegásemos a conseguir unión y comprensión mutua entre la Sorbona y los jesuítas. Si en Francia se hallasen estrechamente unidos entre sí los obispos, la Sorbona y las órdenes religiosas en el término de diez años terminaríamos con la herejía» (Oeuvres, XV, 188). Y se terminaría con la herejía porque, como dice el Santo en otro lugar: «Aquel que predica con amor predica contra la herejía con verdadera eficiencia, por más que no haya proferido nunca una palabra de controversia». (Oeuvres, VI, 309) Una Iglesia corroída por odios intestinos no puede ejercitar el amor de modo sistemático, ni puede, sin manifiesta hipocresía, predicarlo. Lo cierto era que en lugar de vivir en armonía, se vivía en continua disensión; en lugar de sentir amor, se sentía el odium theologicum y el agresivo patriotismo de casta, de orden y de escuela. A la pendencia entre los jesuitas y la Sorbona vino a sumarse en seguida la de los jansenistas contra una alianza de jesuitas y salesianos. Y después de esto, la larga y sofocante batalla del quietismo y el amor desinteresado.

El filósofo racionalista Baruch Spinoza, quien sufrió él mismo el odium theologicum de la ortodoxia judía de la que se distanció, emplea la expresión en su Tratado de teología política, e indica que el de este tipo es el odio más profundo. También concluye, por contraste, que el amor a Dios no puede convertirse en odio.

¡Ay!, Si los hombres fueran sabios
y también buenos,
la Tierra sería un paraíso;
mas es un infierno

## Odium theologicumy ciencia
El escéptico filósofo y matemático Bertrand Russell sostuvo que el antídoto para el odio teológico es la ciencia, que caracterizó como tratar exclusivamente con los hechos, desprovista de cualquier compromiso personal.

Las controversias son más salvajes sobre los asuntos en que no existen evidencias. La persecución se utiliza en la teología, no en la aritmética, ya que en la aritmética hay conocimiento, pero en teología sólo hay opinión.

El lingüista Leonard Bloomfield considera que es necesario desarrollar la lingüística como una disciplina acumulativa y no personal, una "genuina" ciencia en el sentido de Russell. En una conferencia en 1946, al hablar del desarrollo de la Sociedad Lingüística de América, afirmó que el fomento de tal disciplina la había salvado "de la plaga del odium theologicum y la postulación de escuelas... que denuncian a cualquiera que esté en desacuerdo o elija hablar de otra cosa", y añadió: "La lucha con los hechos recalcitrantes, inflexible en su complejidad, entrena a cada uno que trabaje activamente en la ciencia para ser humilde y acostumbrarse al reconocimiento impersonal del error".
El filósofo e historiador de la ciencia Thomas Kuhn sostuvo que los científicos están firmemente comprometidos con sus creencias, teorías y métodos (al conjunto de los cuales denominó paradigmas), y que la ciencia avanza principalmente por los cambios de paradigma. Afirmó que los científicos enfrentados a un cambio de paradigma desarrollan un conflicto equivalente al que se enfrentan los teólogos ante un desafío interno a las verdades religiosas establecidas. El filósofo de la matemática y la ciencia Imre Lakatos, discípulo de Karl Popper, describe la naturaleza de la ciencia en una manera similar. Según Lakatos, la ciencia progresa por la continua modificación o superación de lo que llamó "programas de investigación" (aproximadamente equivalente a los paradigmas de Kuhn). Lakatos afirma que un programa de investigación se forma por creencias metafísicas tanto como por la observación de los hechos, y puede resistir infinitamente la falsación para los científicos que quieran seguir sosteniéndolos a pesar de los problemas que presenten o el descubrimiento de nuevos datos empíricos. Estos puntos de vista suponen que la ciencia no es suficiente para superar el odium theologicum, sino que sólo proporciona otro campo en el que se puede manifestar.
En la controversia sobre la validez del método de las fluxiones George Berkeley se dirigía en estos términos a su oponente newtoniano: 

Usted me reprochaba de "calumnia, maledicencia, y artificio". ¿Recomendaría mejor medios "inocentes y justos, en lugar del método criminal de disminución o menoscabo de mis rivales"? Me acusas de odium theologicum, el celo desmedido de los teólogos.

Independientemente de las diferentes visiones de la teoría de la ciencia y la sociología del conocimiento científico, es un hecho que en la historia de la ciencia ha habido muchos casos de nuevas teorías (la conservación de la energía y el nuevo concepto de elemento químico —frente a la teoría del flogisto—, la teoría germinal de las enfermedades —frente a la generación espontánea o a la hipocrática teoría de los humores—, la finitud de la velocidad de la luz y otras propuestas de la física relativista —frente a la hipótesis dominante del éter—, la radiactividad, la deriva continental, etc.) ridiculizadas y rechazadas por la mayor parte de la comunidad científica cuando se proponían por primera vez o se descubrían observacional o experimentalmente hechos cruciales que cuestionaban (falsaban) los antiguos paradigmas y confirmaban (siempre provisionalmente) la mayor validez de los modernos; y sólo pasaron a ser adoptadas después de un cambio generacional (la sustitución física en la cúpula de las instituciones científicas de los antiguos científicos, que habían desarrollado sus carreras bajo los antiguos paradigmas, por nuevos científicos que habían desarrollado sus carreras bajo los presupuestos de los nuevos paradigmas, lo que Kuhn denominó revolución científica).